# КК ТЕД Анкара Колејлилер
КК ТЕД Анкара Колејлилер (тур. TED Ankara Kolejliler Spor Kulübü) је турски кошаркашки клуб из Анкаре. Тренутно се такмичи у Другој лиги Турске.

## Историја
Клуб је основан 1954. године. У Првој лиги Турске је дебитовао 1966. и од тада је често губио и освајао место у њој. Куп Турске освојио је 1973. године. 
Први наступ у Еврокупу забележио је у сезони 2013/14. и том приликом стигао је до четвртфинала.

## Успеси

### Национални
- Куп Турске:
  - Победник (1): 1973.

## Учинак у претходним сезонама
| Сез.     | Првенство Турске | Куп Турске   | Европско такмичење     |
| -------- | ---------------- | ------------ | ---------------------- |
| 2012/13. | Четвртфинале ПО  | Четвртфинале | -                      |
| 2013/14. | 12. место        | Групна фаза  | Еврокуп - Четвртфинале |
| 2014/15. | 14. место        | Четвртфинале | -                      |
| 2015/16. | 14. место        | -            | -                      |
| 2016/17. | 16. место        | -            | -                      |

## Познатији играчи
- Мартинас Гецевичијус
- Владимир Голубовић
- Керем Гонлум
- Владимир Драгичевић
- Горан Јагодник
- Рикардо Марш
- Вања Плиснић
- Александар Рашић
- Предраг Самарџиски
- Јово Станојевић
- Марко Томас